# Islands of Four Mountains
Die Islands of Four Mountains sind eine Inselgruppe in den Alëuten im US-Bundesstaat Alaska.

## Geographie
In der über 80 Kilometer langen Inselkette liegen zwischen den Andreanof Islands im Westen und den Fox Islands im Osten Amukta Island, Chagulak Island, Yunaska Island (173 km²), Herbert Island, Carlisle Island, Chuginadak Island (167 km²), Uliaga Island sowie Kagamil Island. Sie wird von den Meeresstraßen Amukta Pass und Samalga Pass im Westen und Osten begrenzt.
Die Inseln haben eine Gesamtfläche von 545,596 km² und sind nicht ganzjährig bewohnt.

## Geschichte
Die Aleuten, die diese Inseln schon seit 5000 Jahren bewohnten, nannten sie „Unigun“ (deutsch: „Geburtsort der Winde“), denn heulende Stürme sind hier keine Seltenheit. Die Aleuten betrachteten diese Inseln, besonders Kagamil Island, als den Ursprungsort ihres Volkes. Sie begruben ihre Toten hier, mumifiziert, was auf die spirituelle Bedeutung dieses Ortes hinweist.
Aufgrund der vier bedeutenden Vulkane Mount Cleveland, Mount Carlisle, Mount Kagamil und Mount Herbert tauften die russischen Forscher diese Inseln „Inseln der vier Hügel“ (russisch четырехсопочные острова, tschetyrjechsopotschnye ostrowa). 
Der heutige Name wurde 1894 auf der USS Concord kreiert und 1895 durch das U.S. Navy Hydrography Office (Chart 8) publiziert.

## Fauna
Auf den Islands of Four Mountains brüten unter anderem Bartalken, nach dem Zwergalk der kleinste der Alkenvögel.